# Anisoptera thurifera
Anisoptera thurifera là một loài thực vật có hoa trong họ Dầu. Loài này được (Blanco) Blume mô tả khoa học đầu tiên năm 1856.